# 윤성원 (배우)
윤성원(1973년 12월 20일 ~ )은 대한민국의 배우이다.

## 학력
- 동국대학교 연극영화학 학사

## 출연작

### 영화
- 《비밀의 정원》 (2021년) - 팀장 역
- 《내가 죽던 날》 (2020년) - 검찰청 실무관 역
- 《돌멩이》 (2020년) - 버스기사 역
- 《작은 빛》 (2020년) - 이호선 역
- 《오늘, 우리》 (2019년) - 편의점 사장 역
- 《퍼펙트맨》 (2019년) - 장수 친척남자 1 역
- 《냄새》 (2018년) - 남자 역
- 《암수살인》 (2018년) - 형사 2 역
- 《프레임 인 러브》 (2016년) - 박선배 역
- 《황제를 위하여》 (2014년) - 박 코치 역
- 《체포왕》 (2011년) - 청도파 역
- 《꽃비》 (2010년)
- 《홀리데이》 (2006년) - 춘자 남편 역
- 《공공의 적 2》 (2005년) - 형사부 윤 검사 역

### 드라마
- 《하이에나》 (2020년, SBS)
- 《타인은 지옥이다》 (2019년, OCN) - 지구대장 역
- 《소울 드라이버》 (2018년, 웹드라마) - 작업복남자 영혼 역
- 《KBS 드라마 스페셜 - 너무 한낮의 연애》  (2018년, KBS2)
- 《아는 와이프》  (2018년, tvN)
- 《옥중화》  (2016년, MBC)
- 《밤을 걷는 선비》  (2015년, MBC)
- 《화정》  (2015년, MBC)
- 《아름다운 나의신부》  (2015년, OCN)
- 《연개소문》  (2006년, SBS)
- 《EBS 다큐프라임 - 무원록》  (2011년, EBS) - 무관 역
- 《연개소문》  (2006년, SBS)

### 연극
- 《망원동브라더스》 (2014년) - 김부장 역
- 《체홉, 여자를 읽다》 (2014년)
- 《목포의 마백수》 (2013년) - 조필두 역
- 《이 땅은 니캉 내캉》 (2013년) - 김서방 역
- 《Cafe 삿뽀루》 (2010년) - 기춘 역